# Sextilia
Sextilia, née vers 5 av. J.-C. et morte en 69, est la mère de l'empereur Aulus Vitellius et de Lucius Vitellius le jeune. 

## Biographie

### Famille
Sextilia est issue d'une famille patricienne et vit au centre des intrigues impériales[évasif]. Elle est la fille de Marcus Sextilius, magistrat monétaire, et de Fabia, fille de Publius Fabius (Fabii). Son aïeul est le sénateur Publius Sextilius (en), et son trisaïeul, Publius Sextilius (en)[source insuffisante].
Sextilia épouse Lucius Vitellius, homme politique de renom et ami de l'empereur Claudius. Responsable de Rome pendant que Claudius voyageait en Grande Bretagne, Vitellius meurt en 52, laissant Sextilia et ses deux fils, Aulus Vitellius et Lucius Vitellius le jeune. 

### Conseil auprès de son fils
En 69, Sextilia, veuve et financièrement indépendante, s'est déjà fait remarquer pour ses conseils de prudence et d'humilité auprès de son fils, d'abord consul puis général. Elle estime qu'il n'est pas à la hauteur d'une carrière illustre, qu'il devrait se contenter d'une place plus modeste.  
Aulus Vitellius devient empereur le 15 avril 69, au cours de la première guerre civile de l'empire romain, surnommée « l'année des quatre empereurs »,,. Après un an de campagne dans les provinces germaniques au nom de l'empire, il entre dans Rome suivit de ses troupes et renverse le premier empereur ayant succédé à Néron.
Sextilia le rappelle alors à ses racines italiennes, lui qui entre à Rome en conquérant suivi par des troupes en grande partie germaniques, pour l'inciter à épargner le peuple romain. En effet, ses troupes ont surnommé Aulus Vitellius « Germanicus ». Les protestations de Sextilia contre ce surnom, qui souligne plus son attachement aux soldats recrutés en Germanie-Inférieure que ses exploits militaires, sont documentées par Tacite au livre II de ses Histoires par les mots suivants : « Celle-ci, dit-on, à la première lettre de son fils, protesta que c'était de Vitellius et non de Germanicus qu'elle était mère ».

### Décès
Vitellius vainqueur déclare sa mère « Augusta ». À sa victoire, il se montre très dépensier et ses troupes le désertent bientôt pour Titus Flavius Vespasian . Vitellius est vaincu et exécuté en décembre 69. Sextilia meurt peu de temps avant, sans que l'on sache si c'était de mort naturelle ou, comme le dit la légende, en avalant un poison fournit par son fils lui-même.